# أليخاندرا أوروزكو
أليخاندرا أوروزكو (بالإسبانية: Alejandra Orozco) هي غطاسة مكسيكية، ولدت في 19 أبريل 1997 في سابوبان في المكسيك.

## وصلات خارجية
- أليخاندرا أوروزكو على موقع الاتحاد الدولي للسباحة (الإنجليزية)
- أليخاندرا أوروزكو على موقع قاعدة بيانات الغوص IAT (الألمانية)
- أليخاندرا أوروزكو على موقع اللجنة الأولمبية الدولية (الإنجليزية)
- أليخاندرا أوروزكو على موقع أوليمبيديا (الإنجليزية)